# David Gigliotti
David Gigliotti (ur. 30 maja 1985 w Martigues) – francuski piłkarz występujący na pozycji napastnika. Obecnie jest zawodnikiem AC Ajaccio.

## Kariera klubowa
Gigliotti zawodową karierę rozpoczynał w 2004 roku w AS Monaco. W Ligue 1 zadebiutował 22 września 2004 roku w wygranym 2:1 pojedynku z FC Nantes. 26 lutego 2005 roku w przegranym 1:2 spotkaniu z OGC Nice strzelił pierwszego gola w trakcie gry w Ligue 1. W debiutanckim sezonie 2004/2005 rozegrał w lidze 6 meczów i zdobył w nich jedną bramkę. Natomiast jego klub zajął 3. miejsce w lidze. W sezonie 2005/2006 w lidze zagrał 14 razy i strzelił 2 gole.
W 2006 roku wypożyczono go do beniaminka ekstraklasy - Troyes AC. Przez cały sezon wystąpił tam w 29 spotkaniach i zdobył 9 bramek. Po zakończeniu sezonu 2006/2007 przeszedł do AS Saint-Étienne. Pierwszy ligowy mecz zaliczył tam 4 sierpnia 2007 w zremisowanym 1:1 meczu z AS Monaco. W Saint-Étienne Gigliotti spędził 2,5 roku
W styczniu 2010 roku trafił do drugoligowego Le Havre AC a następnie przeszedł do drużyny Nîmes Olympique.
| Sezon   | Klub             | Kraj    | Rozgrywki | Mecze | Bramki | Rozgrywki Europy                    | Mecze | Bramki |
| ------- | ---------------- | ------- | --------- | ----- | ------ | ----------------------------------- | ----- | ------ |
| 2004/05 | AS Monaco        | Francja | Ligue 1   | 6     | 1      | -                                   | -     | -      |
| 2005/06 | AS Monaco        | Francja | Ligue 1   | 14    | 2      | Liga Mistrzów UEFA Liga Europy UEFA | 2 4   | 0 0    |
| 2006/07 | AS Monaco        | Francja | Ligue 1   | 1     | 0      | -                                   | -     | -      |
| 2006/07 | Troyes AC        | Francja | Ligue 1   | 29    | 9      | -                                   | -     | -      |
| 2007/08 | AS Saint-Étienne | Francja | Ligue 1   | 17    | 2      | -                                   | -     | -      |
| 2008/09 | AS Saint-Étienne | Francja | Ligue 1   | 15    | 1      | Liga Europy UEFA                    | 3     | 1      |
| 2009/10 | AS Saint-Étienne | Francja | Ligue 1   | 1     | 0      | -                                   | -     | -      |
| 2009/10 | Le Havre AC      | Francja | Ligue 2   | 9     | 1      | -                                   | -     | -      |
| 2010/11 | Nîmes Olympique  | Francja | Ligue 2   | 28    | 7      | -                                   | -     | -      |
| 2011/12 | AC Arles-Avignon | Francja | Ligue 2   | 4     | 0      | -                                   | -     | -      |
| 2011/12 | AC Ajaccio       | Francja | Ligue 1   | 0     | 0      | -                                   | -     | -      |
| 2012/13 | AC Ajaccio       | Francja | Ligue 1   | 1     | 0      | -                                   | -     | -      |
| 2013/14 | AC Ajaccio       | Francja | Ligue 1   | 0     | 0      | -                                   | -     | -      |

Stan na: 28 maja 2013 r.

## Kariera reprezentacyjna
W latach 2004–2006 Gigliotti rozegrał 12 spotkań i zdobył 6 bramek w reprezentacji Francji U-21.